# Carlos Noriega
Carlos Ismael Noriega (Lima, 8 de outubro de 1959) é um ex-astronauta norte-americano nascido no Peru. É também tenente-coronel aposentado do Corpo de Fuzileiros Navais dos Estados Unidos da América. Participou de duas missões espaciais e completou 19h20min de caminhadas espaciais.

## Vida Pessoal
Carlos Noriega nasceu em 8 de outubro de 1959 em Lima, capital do Peru. Atualmente reside em Santa Clara, na Califórnia, enquanto seus pais, Rodolfo e Nora Noriega residem em Gilbert, no Arizona. É casado com Wendy L. Tatcher, com quem tem cinco filhos, sendo que há entre eles trigêmeos. Seus principais passatempos são a aviação, corridas, esqui na neve, tênis e seus filhos.

## Formação e Carreira
Noriega concluiu os estudos secundários em 1977, na Wilcox High School, em Santa Clara, já nos Estados Unidos. Em 1981 tornou-se bacharel em ciência da computação pela University of Southern Califórnia. No mesmo ano, ele ingressou no USMC, tornando-se fuzileiro naval. De 1983 a 1985, atuando como piloto do USMC realizou inúmeros voos em helicópteros CH-46 Sea Knight, estando baseado em Kaneohe Bay, no Hawaii. Atuou também a bordo de porta-aviões no oceano Pacífico e no Índico, inclusive realizando atividades em uma base em Beirute, no Líbano. No Hawaii, onde conheceu sua futura esposa, atuou ainda como membro de um esquadrão aéreo do USMC. No ano de 1986, ele foi transferido para uma base na Califórnia, onde atuou como oficial de segurança e como instrutor em helicópteros. Em 1990, concluiu seu mestrado em ciência da computação pela Naval Postgraduate School. Na mesma instituição, tornou-se também mestre em operação de sistemas, também em 1990. Em setembro do mesmo ano ele foi selecionado para atuar em Colorado Springs, Colorado, no Centro de Vigilância Espacial, onde era responsável por desenvolver diferentes softwares. Como militar, Noriega chegou a completar mais de 2 200 horas de voo em diferentes tipos de aeronaves, tanto aviões quanto helicópteros. Pouco antes de sua seleção como astronauta chegou a atuar em uma base militar americana em Okinawa, no Japão. Ao longo de sua carreira foi agraciado com várias medalhas, tanto pela Força Aérea quanto pela NASA.

## Carreira como Astronauta
Carlos Noriega foi selecionado como astronauta pela NASA em 9 de dezembro de 1994, passando a atuar no Centro Espacial Lyndon B. Johnson a partir de 1995. Foi oficialmente declarado como especialista de missão após um ano de treinamento, em maio de 1996. Especializou-se em atividades extraveiculares e sistemas robóticos para voos espaciais. Em 16 de maio de 1997, Noriega subiu ao espaço como tripulante da missão STS-84, realizada pelo ônibus espacial Atlantis, missão esta que conduziu, ao todo, sete astronautas, entre eles a russa Yelena Kondakova e o francês Jean-François Clervoy. A nave uniu-se à estação espacial russa Mir e foram realizadas inúmeras experiências em órbita, entre elas uma brasileira sobre a doença de Chagas. A missão abasteceu a estação espacial russa com mais de quatro toneladas de cargas e suprimentos. Nesta missão, Noriega completou 144 voltas em torno da Terra e 9 dias, 5 horas e 20 minutos de permanência no espaço.
Em 2000, Noriega participou de sua segunda missão espacial, como membro da tripulação do voo STS-97. A missão foi realizada pela nave Endeavour, conduzindo cinco astronautas, entre eles o canadense Marc Garneau. Ao longo de onze dias, o ônibus espacial se manteve unido à Estação Espacial, a primeira estação espacial da história. Durante a missão, nos dias 4, 5 e 7 de dezembro, Noriega realizou três caminhadas espaciais, juntamente com seu colega Joseph Tanner, completando, ao todo, mais de 19 horas de atividades extraveiculares para a instalação de painéis solares na estação espacial. Após esta missão, Noriega chegou a treinar como reserva para o comando da sexta expedição à ISS e, posteriormente, como membro da missão STS-121, que seria realizada pelo ônibus espacial Discovery, em julho de 2006. Contudo, ainda em julho de 2004, Noriega foi substituído por Piers Sellers como membro da tripulação devido a problemas de saúde que o manteriam impossibilitado de voar temporariamente. Enquanto isso, atuou como chefe da Divisão de Engenharia para Sistemas de Exploração da NASA. Em janeiro de 2005, Noriega retirou-se do corpo de astronautas da NASA, embora tenha continuado a atuar como gerente da Divisão de Projetos Avançados da NASA como parte do desenvolvimento do extinto programa Constellation. Como astronauta, Noriega completou 20 dias, 1 hora e 18 minutos no espaço.

## Ligações Externas
- spacefacts.de
- jsc.nasa.gov